# Écluses de Caen Hill
Pour les articles homonymes, voir Caen (homonymie).

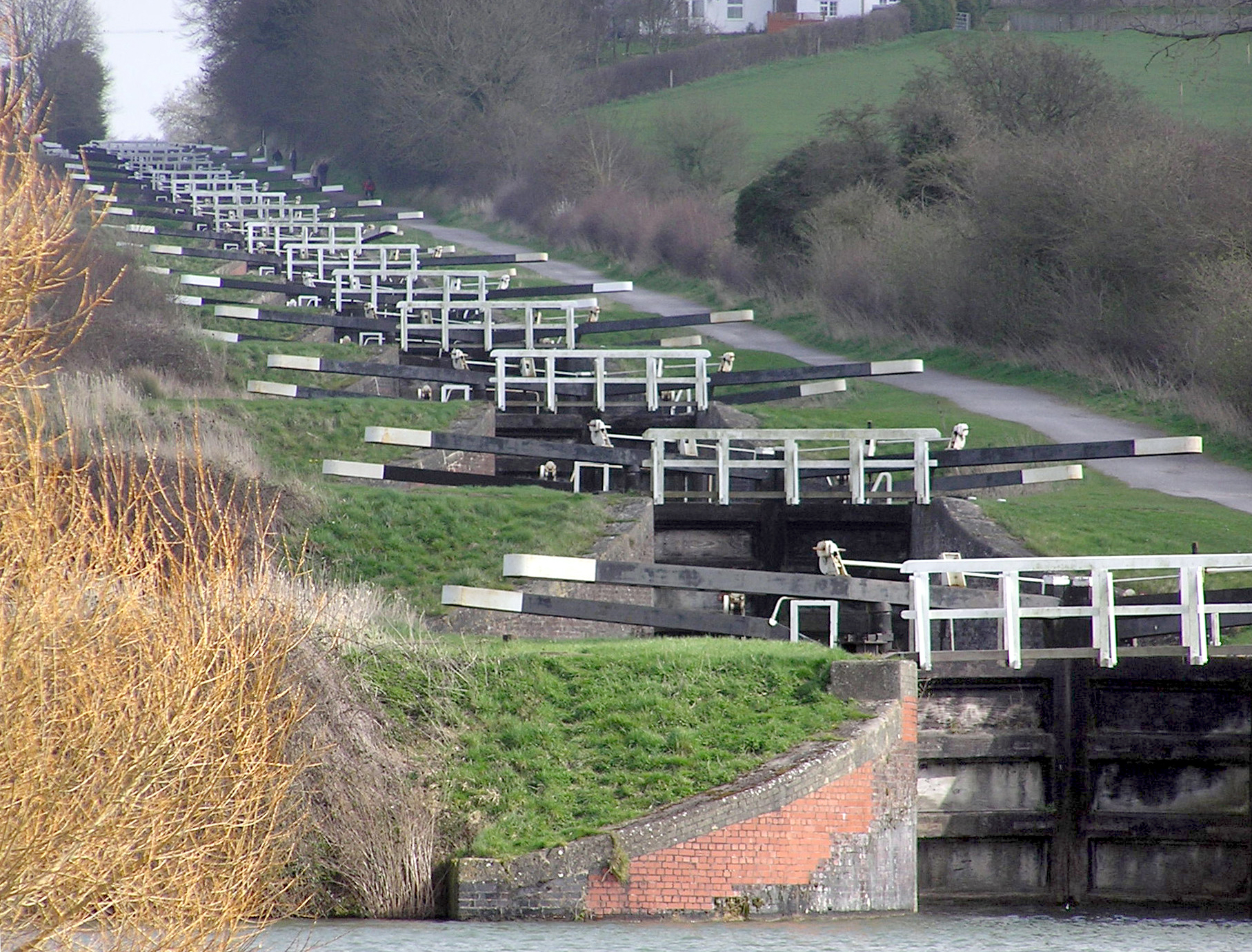
Les 16 écluses de Caen Hill sur le canal Kennet et Avon

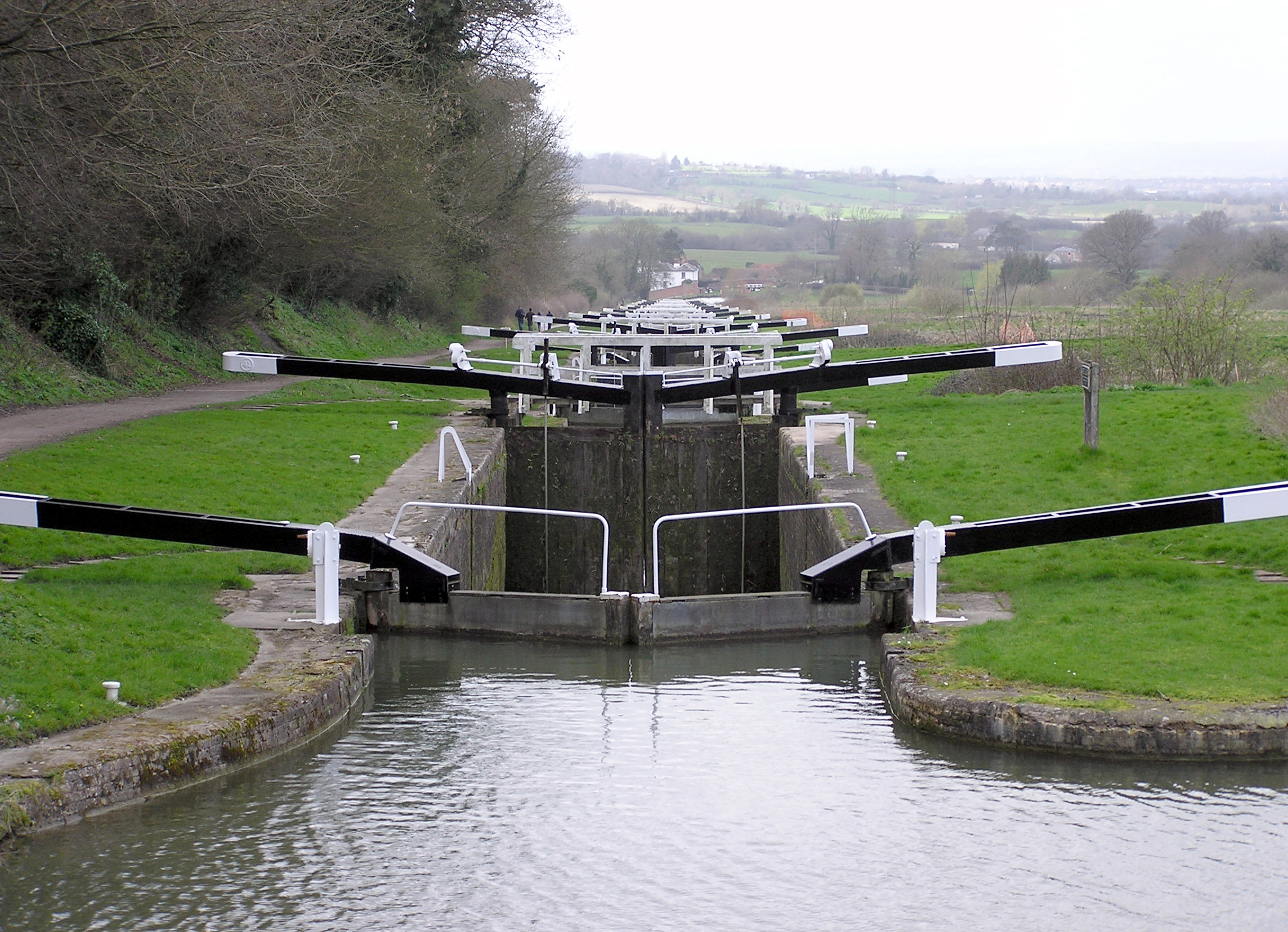
Les écluses de Caen Hill, en regardant vers l'aval depuis le haut de la série d'écluses.

Les écluses de Caen Hill sont une série d'écluses sur le canal Kennet et Avon, entre Rowde et Devizes dans le Wiltshire en Angleterre.

## Description
Les 29 écluses permettent de franchir un dénivelé de 72 m en 3,2 km (237 pieds en 2 miles) soit une pente de 1 pour 44. Les écluses se présentent en trois groupes. Les 7 écluses en aval, de l’écluse du quai de Foxhangers Wharf à l’écluse du pont de Foxhangers, sont réparties sur 1,2 km. Les 16 écluses suivantes forment un ensemble raide en ligne droite jusqu'à la colline. En raison de la pente du terrain, les biefs entre ces écluses sont très courts. En conséquence, 15 écluses ont des biefs latéraux d’exceptionnelles grandes étendues, pour stocker l'eau nécessaire à leur fonctionnement. Enfin les 6 dernières écluses amènent le canal à Devizes. Cet ensemble d'écluses était la solution proposée par l’ingénieur John Rennie pour grimper la colline très escarpée, et a été la dernière partie du tracé du canal long de 87 miles à être achevé. Alors que les écluses étaient en cours de construction un chemin de fer hippomobile assurait la liaison entre le canal à Foxhangers jusqu’à Devizes, dont les restes peuvent être vus dans les arches du chemin de halage dans les ponts routiers sur le canal. Une briqueterie, creusée dans le sud du chantier pour fabriquer les briques pour les sas, est restée en usage commercial jusqu'au milieu du XXe siècle.
Parce qu'un grand volume d'eau est nécessaire pour faire fonctionner les écluses, une pompe de relevage a été installée à Foxhangers en 1996. Elle est capable de renvoyer 32 millions de litres d'eau par jour au sommet de la série d’écluses, ce qui est équivalent à un remplissage d’écluse toutes les onze minutes.
Au début du XIXe siècle, de 1829 à 1843, la série d’écluses a été éclairée par des lumières à gaz.
Il faut 5 à 6 heures pour franchir les écluses en bateau et l’écluse no 41 est la plus étroite du canal.
Après l'arrivée des chemins de fer, le canal est tombé en désuétude et a été fermé. La dernière cargaison à travers la série d’écluses était un lot de grain transporté d'Avonmouth à Newbury en octobre 1948. Depuis les années 1960, a été entrepris une opération de nettoyage et de reconstruction, aboutissant, en 1990, à une visite de la reine Élisabeth II pour l'ouverture officielle des nouvelles écluses et de l’ensemble (même si la série d’écluses était navigable un certain nombre d'années avant ce moment).
En 2010, British Waterways avait prévu d'installer seize nouvelles portes d’écluses en douze semaines dans le cadre de son programme d'entretien hivernal, afin de réduire les quantités d'eau perdue. Le froid exceptionnel a différé les travaux, et lorsque la section a été rouverte à Pâques 2010, seulement douze paires de portes avaient été remplacées. Le bois des anciennes portes a été donné au festival de Glastonbury et utilisé pour construire un nouveau pont qui a été nommé en l'honneur d'Arabella Churchill, l'une des fondatrices du festival.

## Restauration

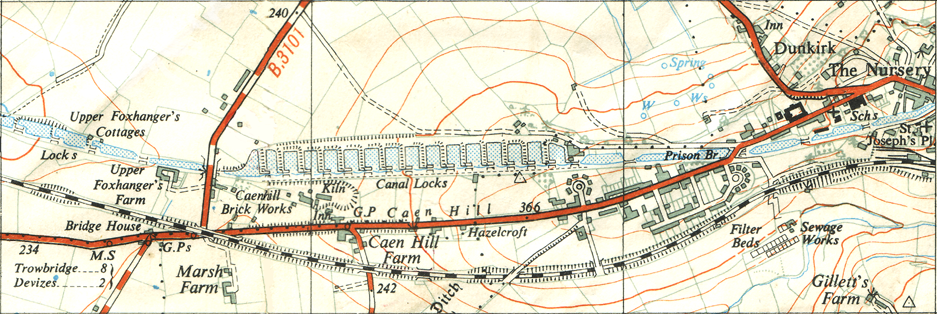
Carte de 1949, lorsque l'ensemble des écluses était complètement mis en eau (quadrillage de 1 000 mètres).
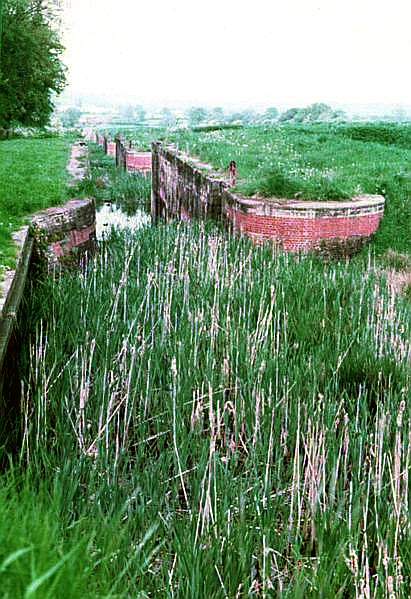
Avant la restauration, au début des années 1970.
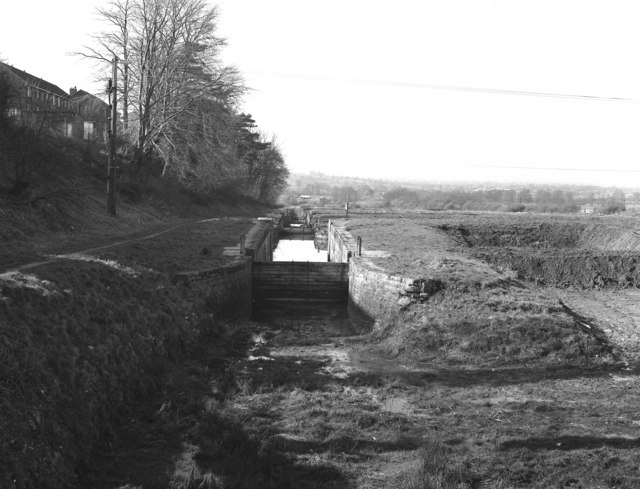
En 1977, vers l'ouest.

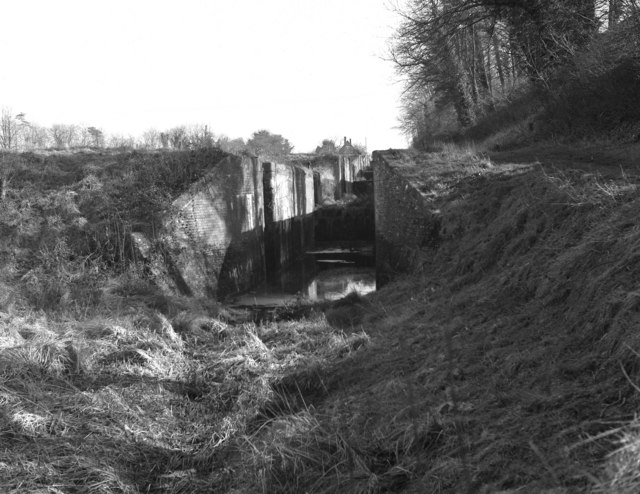
En 1977, vers l'amont.
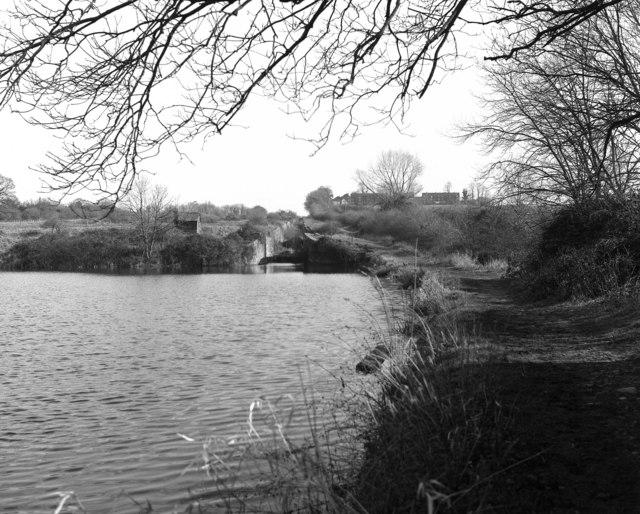
En 1977, vue depuis le bas.
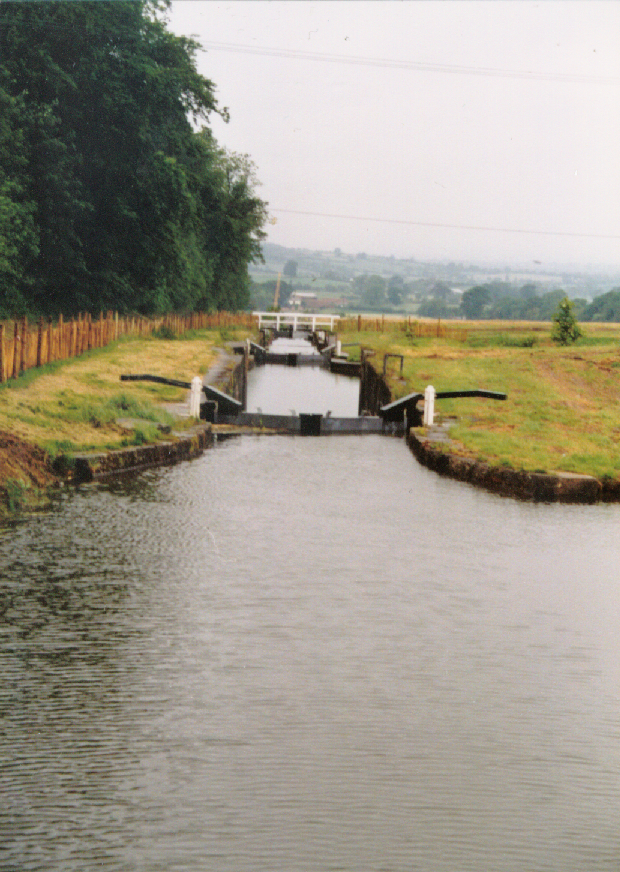
En 1985, remis en eau.